# 44. (indijska) zračnoprevozna divizija (Združeno kraljestvo)
Za druge 44. divizije glej 44. divizija.
44. (indijska) zračnoprevozna divizija (izvirno angleško 44th (Indian) Airborne Division) je bila zračnoprevozna enota Britanske kopenske vojske med drugo svetovno vojno.

## Zgodovina
Edino večjo padalsko operacijo je divizija izvedla 1. maja 1945 - operacijo Dracula. Pozneje leta 1945 je bila divizija preimenovana v 2. indijsko zračnoprevozno divizijo.

## Sestava
- Štab
- 50. (indijska) padalska brigada
- 77. (indijska) padalska brigada
- 14. zračnopristajalna brigada
- Divizijske enote